# Nancy Reid
Pour les articles homonymes, voir Reid.
Nancy Margaret Reid (née le 17 septembre 1952) est une statisticienne canadienne.

## Formation
Nancy Reid étudie à l'Université de Waterloo, où elle est diplômée en 1974 en statistique. Elle obtient ensuite sa maîtrise en 1976 à l'Université de la Colombie-Britannique et son doctorat à l'université Stanford en 1979 sous la supervision de Rupert Griel Miller, Jr, avec une thèse intitulée Influence Functions for Censored Data.

## Carrière
Nancy Reid est professeur agrégé à l'Université de la Colombie-Britannique de 1980 à 1985, après quoi elle rejoint l'Université de Toronto où elle est restée depuis lors, devenant professeure titulaire en 1988 puis professeure des universités en 2003. De 1997 à 2002, elle travaille au Département de statistique, où elle est titulaire d'une chaire de recherche du Canada en théorie statistique et ses applications. 
Elle est présidente de l'Institut de statistique mathématique en 1997 et de la Société statistique du Canada en 2004–5.

## Prix et distinctions
Reid est lauréate du prix COPSS en 1992 décerné par le Comité des présidents de sociétés statistiques. Elle a également reçu le prix Krieger-Nelson en 1995, puis la médaille d'or de la Société statistique du Canada en 2009 et le Prix pour services insignes de la même société savante en 2013.
Elle est aussi lauréate du Florence Nightingale David Award (2009) et en 2000 elle est Wald Lecturer pour le congrès annuel de l'Institut de statistique mathématique. En 2008, elle est lauréate du prix Parzen. En 2016, elle reçoit la médaille Guy d'argent.
En 1989 elle est élue membre de la Société américaine de statistique, puis en 2001 Fellow de la Société royale du Canada
En 2016 elle est élue correspondante à l'étranger de l'Académie nationale des sciences américaine.
Elle est également officier de l'ordre du Canada.

## Publications
- avec David Cox The theory and design of experiments, Chapman and Hall, CRC 2000
- avec Alessandra Brazzale, Anthony Davison Applied Asymptotics, Cambridge University Press 2007
- avec Cox Parameter Orthogonality and Approximate Conditional Inference, J. Royal Statistical Society B, n°49, 1987, p 1.